# Glosche

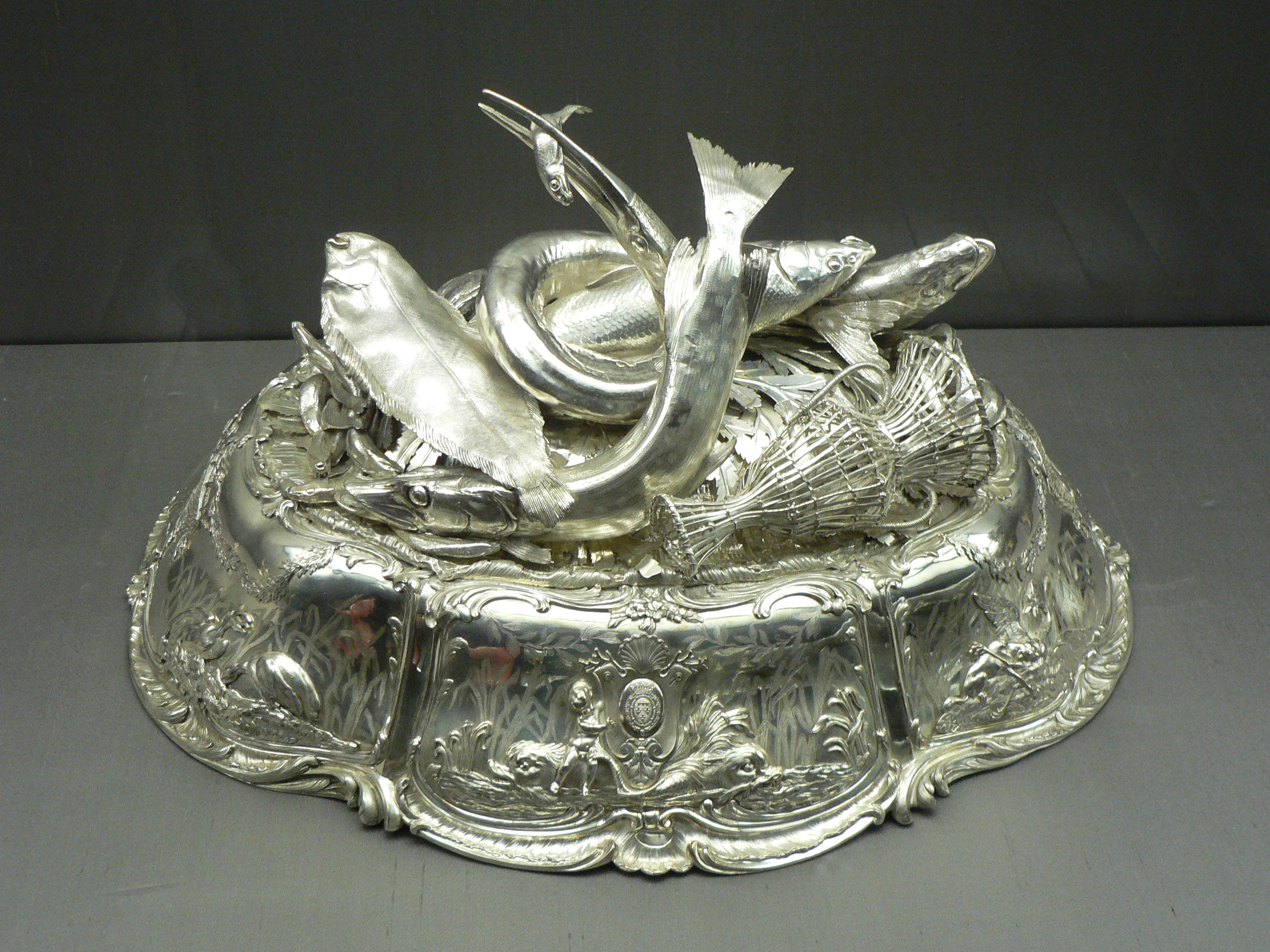
Glosche aus Silber, gefertigt von Antoine-Sébastien Durand (1765/66)

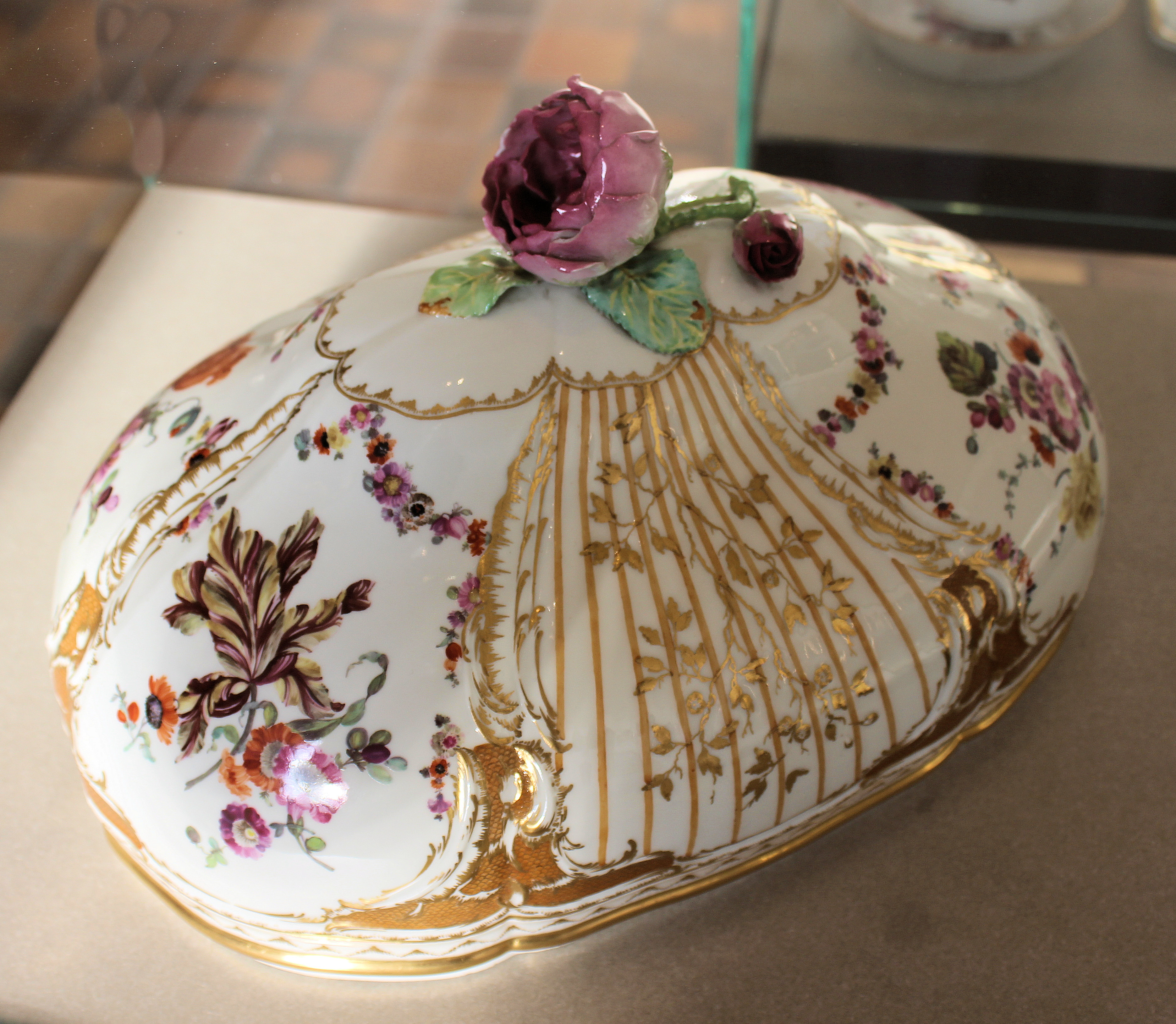
Glosche aus Porzellan, KPM Berlin

Eine Glosche (von französisch Cloche, „Glocke“), Servierglocke oder Wärmeglocke ist eine runde oder ovale Abdeckhaube zum Warmhalten von Speisen auf Tellern oder Platten sowie der Schutz vor Partikeln oder Insekten auf dem Weg von der Küche bis zum Tisch des Gastes.
Wärmeglocken sind seit dem 18. Jahrhundert in Gebrauch. Hier waren sie vor allem im höfischen Umfeld notwendig, da die Küchen in Schlössern oft in größerer Entfernung zu den Speiseräumen lagen und die Räume, durch die die Speisen transportiert werden mussten, nicht oder nur wenig geheizt waren, so dass eine Abkühlung der warmen Speisen zu befürchten war.
In der gehobenen Gastronomie werden Tellergerichte häufig unter einer Glosche zum Tisch des Gastes gebracht und diese am Platz des Gastes unmittelbar vor dem Servieren gelüftet. Dies erfolgt heute jedoch meist eher zur Betonung der Exklusivität und weniger aus praktischer Notwendigkeit. Mittlerweile finden auch zunehmend Glasgloschen Verwendung, um dem Gast schon vorweg einen Blick auf die Speisen zu ermöglichen, oder um – bei Verwendung von Raucharomen – besondere Aufmerksamkeit zu erzeugen.
Die Glosche ist meist aus Metall gefertigt und versilbert. Sie kann in edleren Ausführungen mit Ornamenten verziert sein. Heute werden einfache Gloschen zum Transport von Tellergerichten in Großküchen und beim Essen auf Rädern verwendet. Im privaten Gebrauch sind Gloschen aus mikrowellengeeignetem Material zum Aufwärmen von Speisen üblich. Daneben gibt es auch Modelle aus feinem Drahtgeflecht, die Fliegen und anderes Ungeziefer von abgestellten Speisen fernhalten sollen. 